# Patrick Langot
Pour les articles homonymes, voir Langot.
Patrick Langot (né à Brest le 15 octobre 1975) est un violoncelliste français. Il interprète toutes sortes de musiques, depuis le baroque jusqu'à la musique contemporaine, en soliste, chambriste ou continuiste.

## Formation
Patrick Langot est diplômé du Conservatoire national supérieur de musique de Paris (premiers prix de violoncelle et de musique de chambre) et du conservatoire à rayonnement régional de Paris (premier prix de musique ancienne), il est lauréat de la Fondation de France et de la Fondation Royaumont.

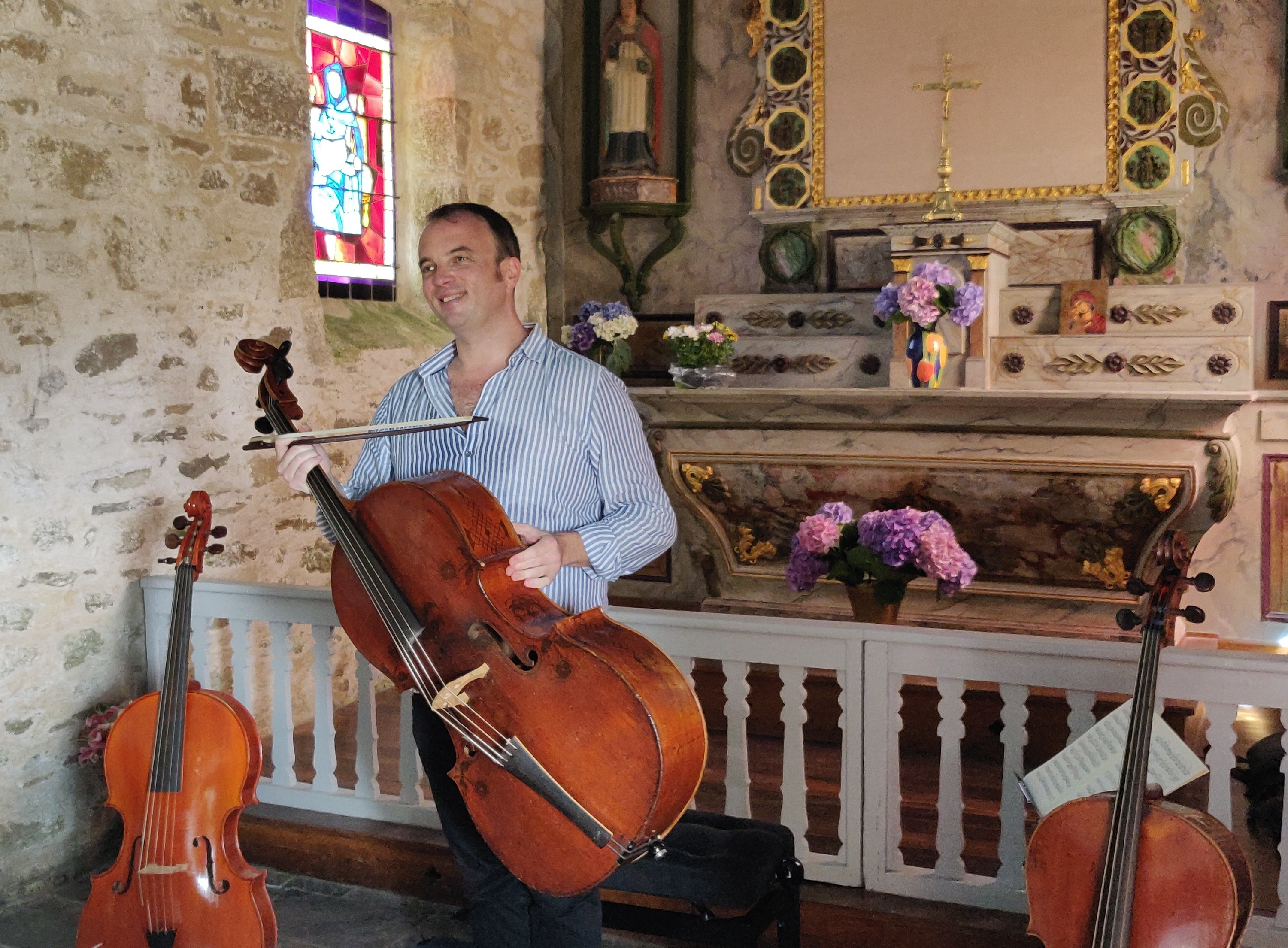
Patrick Langot lors d'un concert à la chapelle de Saint-Samson (Landunvez, Finistère).

## Carrière
Patrick Langot fonde en 1999 le quintette avec piano Syntonia (violons : Stéphanie Moraly & Thibault Noally, alto : Caroline Donin, violoncelle : Patrick Langot, piano : Romain David), avec lequel il remporte le Prix Tina Moroni du Concours International de Florence, joue dans de nombreux festivals, tourne pour Arte Live Web et est en résidence à la Fondation Singer-Polignac (2012-2017). 
Il a joué au sein d'ensembles : Orfeo 55 de Nathalie Stutzmann, Les Musiciens du Louvre, Les Musiciens de Saint-Julien, La Chapelle Rhénane, le Collegium Orpheus etc.
Il a travaillé avec des compositeurs contemporains comme : Édith Canat de Chizy, Camille Pépin, Henri Dutilleux, Gérard Pesson ; il a créé des œuvres de Suzanne Giraud, Nicolas Bacri, Régis Campo, Philippe Forget, Gerardo di Giusto, Olivier Greif, Alejandro Iglesias Rossi, Benoît Menut, Olivier Penard, Philippe Schoeller, Gabriel Sivak, Tôn-Thât Tiêt etc.
Il a enregistré pour France Télévisions les musiques de la collection Au siècle de Maupassant / Contes et nouvelles du XIXe siècle avec la complicité du compositeur et arrangeur Louis Dunoyer de Segonzac.

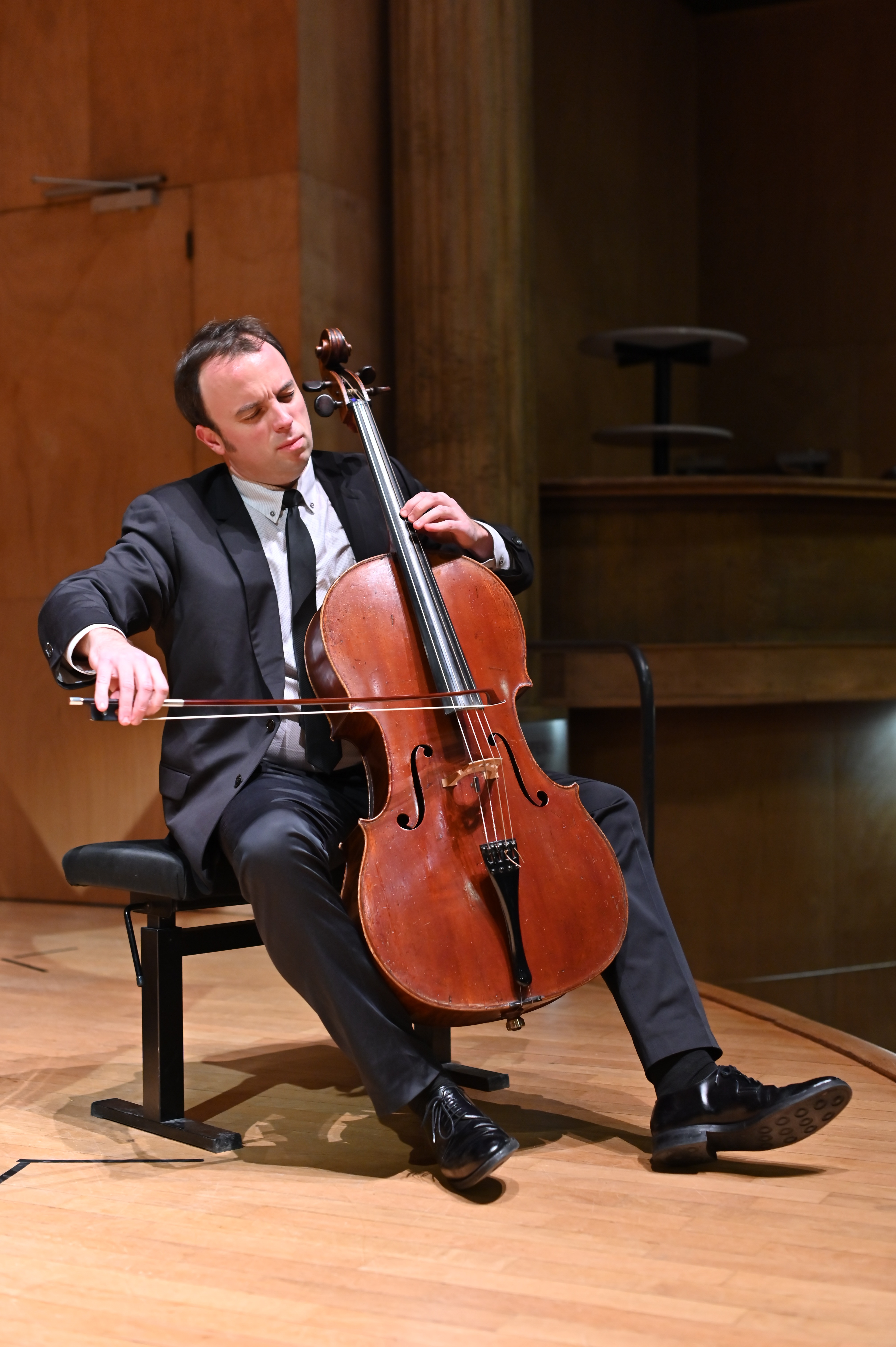
Paris salle Cortot, 2019

### Quelques concerts
- En soliste : Maison de Radio France, Théâtre du Capitole de Toulouse, Le Quartz de Brest, La Passerelle de Saint-Brieuc, Paris Salle Cortot, Maison Heinrich Heine, Abbaye de Royaumont, festivals de Froville, Kersaint, Autour du Ventoux, Moments Musicaux du Château de Pionsat
- Avec le quintette Syntonia  : Cité de la Musique, festivals de la Roque d'Anthéron, Pâques à Deauville, Paris Classique au Vert, Scènes Nationales de la Passerelle de Saint Brieuc, de l'Arsenal de Metz, Théâtre des Bouffes du Nord de Paris, du Capitole de Toulouse, les Grands Concerts à Lyon
- En ensemble et en orchestre au Théâtre des Champs-Élysées, au Théâtre du Châtelet, à la Philharmonie de Paris, au Concertgebouw d'Amsterdam, au Wigmore Hall de Londres, au Wiener Konzerthaus, à Tokyo, Berlin, Bruxelles, tournées en Autriche, Espagne, Italie...

## Instruments
Patrick Langot joue sur trois violoncelles : 
- un violoncelle d’Auguste Sebastien Bernardel, dit « Bernardel père » de 1829,
- un violoncelle baroque composite anonyme dit « arlequin » daté d’environ 1700
- un violoncelle baroque piccolo à 5 cordes de Leïla Barbedette de 2011

Il joue également un arpeggione de Guy Coquoz & Carolline Thouan, 2012 (copie de l’arpeggione du Musikinstrumenten-Museum de Berlin)

## Discographie
Quelques enregistrements les plus récents :

### En solo ou voix/piano/violoncelle
- Alas (2024, Evidence Classics) ; Concertos de Gerardo di Giusto, Gabriel Sivak avec Alexis Cardenas, Alejandro Sandler et l'Orchestre de Lutetia
- Præludio (2019, Klarthe Records) ; préludes & ricercari de Bach, Gabrielli, Gubaidulina, Menut
- Gabriel Sivak, La Patience, formes de la voix (2019, Klarthe Records)
- Ginastera, L’œuvre pour voix et piano / violoncelle et piano (2016, Klarthe Records) ; récompenses : Disque de la semaine Concertclassic.com, 5 Croches Pizzicato, 4 étoiles Classica, 4 Clés Opéra Magazine
- Prévert & Kosma, Chansons (2015, Anima Records) Compagnie Soleil de Nuit

### Avec Syntonia
- Olivier Greif, "A Tale of the World", quintette pour piano et cordes op. 307, 1994 (dédié à Seppo Kimanen)(2020, CiAR Classics) ; récompenses : CHOC Classica, 5 Diapasons
- Benoît Menut, Les Îles (2020, Harmonia Mundi), Maya Villanueva, Emmanuelle Bertrand, Ensemble Syntonia
- Debussy & Tôn-Thât Tiêt, Mélodies, Musique de chambre et Piano (Klarthe Records, 2018) ; récompenses : 4 Diapasons, 4 Étoiles Classica[11]
- Charles Koechlin, Sonate pour violon et piano, Quintette avec piano (2017, Timpani) Quintette Syntonia / Récompenses : 5 Diapasons, CHOC Classica
- Suk & Dvorak, Piano Quintets (2014, Syntonia) Quintette Syntonia / Récompenses : 5 Diapasons, 5 Croches Pizzicato
- Olivier Greif, The Battle Of Agincourt (2010, Zig-Zag Territoires / Outhere) ; Patrick Langot, Agnès Vesterman, Alain Buet, Quatuor Syntonia / Récompenses : 4 étoiles Classica, 5 Diapasons
- Schumann & Franck, Quintettes (2007, Loreley) ; quintette Syntonia ; récompenses : Choix de la Tribune des critiques de France Musique, Diapason Découverte, 4 étoiles MDLM

### En ensembles
- Quella Fiamma - Arie Antiche (2017, Warner Classics / Erato) avec Orfeo 55, Nathalie Stutzmann / Récompenses : 5 Diapasons
- Haendel, Heroes from the Shadows (2014, Warner / Erato) ; Orfeo 55, Nathalie Stutzmann et Philippe Jaroussky / Récompenses : Diapason d’Or
- Bach, Une Cantate Imaginaire (2012, Universal / Deutsche Grammophon) ; Orfeo 55 et Nathalie Stutzmann / Récompenses : 5 Diapasons
- Porpora, Vespro per la Festivita dell’assunta (2011, Ambronay) Le Parlement de Musique
- Vivaldi, Prima Donna (2011, Universal / Deutsche Grammophon) ; Orfeo 55, Nathalie Stutzmann / Récompenses : 5 Diapasons